# 신목교통
신목교통(新木交通)은 서울특별시의 마을버스 회사이며, 사무실과 차고지는 서울특별시 양천구 신정3동에 있다.

## 특징
신목교통의 초창기 회사명은 양천운수(陽川運輸)이다. 그러다가 2005년경 현재의 사명으로 변경하였다.

## 운행 노선
| 운행노선 | 운행구간             | 운행구간 | 운행구간 | 배차간격 (분) | 비고            |
| -------- | -------------------- | -------- | -------- | ------------- | --------------- |
| 양천03번 | 신정이펜하우스 1단지 | ↔        | 목동역   | 8             | 구 양천마을 2번 |

## 보유차량
현대자동차
- 현대 그린시티